# Teritoriu dependent

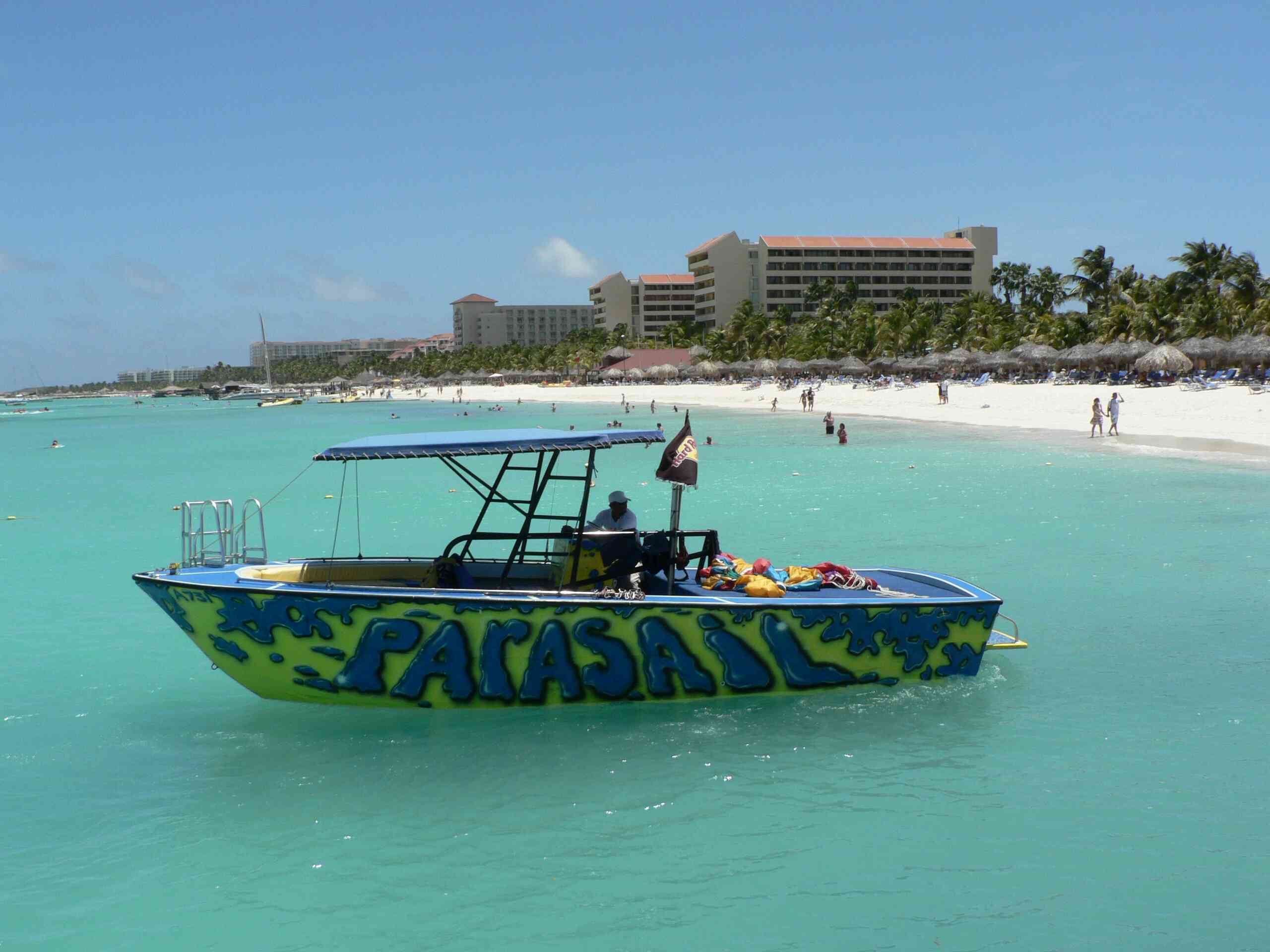
Aruba, un teritoriu dependent al Țărilor de Jos în Caraibe

Un teritoriu dependent, zonă dependentă sau dependență (uneori denumit și teritoriu extern) este un teritoriu care nu deține independență politică sau suveranitate deplină ca stat suveran și care rămâne, din punct de vedere politic, în afara teritoriului integral al statului care îl controlează.
Un teritoriu dependent este, în mod obișnuit, diferențiat de o subdiviziune a unei țări prin faptul că nu este considerat parte componentă a unui stat suveran. În schimb, o subdiviziune administrativă este înțeleasă ca o diviziune a statului propriu-zis. Un teritoriu dependent, dimpotrivă, menține adesea un grad ridicat de autonomie față de statul care îl controlează. Istoric, majoritatea coloniilor erau considerate teritorii dependente. Majoritatea teritoriilor dependente locuite au propriile coduri de țară ISO 3166.
Unele entități politice se află într-o poziție specială garantată printr-un tratat internațional sau alt acord, obținând astfel un anumit nivel de autonomie (de exemplu, diferențe în regulile de imigrare). Aceste entități sunt uneori considerate, sau cel puțin grupate împreună cu, teritorii dependente, însă sunt oficial considerate de statele care le guvernează ca parte integrantă a acestora. Un astfel de exemplu este Åland, o regiune autonomă a Finlandei.

## Prezentare generală

### Teritorii dependente
- Două state în asociere liberă, un teritoriu dependent și o revendicare în Antarctica pentru Noua Zeelandă
- Un teritoriu nelocuit și două revendicări în Antarctica pentru Norvegia
- 13 teritorii de peste mări (zece autonome, două folosite în principal ca baze militare și unul nelocuit), trei dependențe ale Coroanei și o revendicare în Antarctica pentru Regatul Unit
- 13 teritorii neîncorporate (cinci locuite și opt nelocuite) și două teritorii revendicate dar necontrolate în lista pentru Statele Unite

### Entități similare
- Șase teritorii externe (trei locuite și trei nelocuite) și o revendicare în Antarctica pentru Australia
- Două regiuni administrative speciale pentru China
- Două teritorii autoguvernate cu autonomie în afacerile interne pentru Danemarca
- O regiune autonomă guvernată conform unui act și tratatelor internaționale pentru Finlanda
- Cinci colectivități de peste mări autonome, o colectivitate sui generis și două teritorii de peste mări nelocuite (unul dintre ele incluzând o revendicare în Antarctica) pentru Franța
- Trei țări constituente cu autonomie în afacerile interne pentru Țările de Jos
- Un teritoriu intern cu suveranitate limitată pentru Norvegia

Teritoriile dependente și statele lor suverane. Zonele colorate fără etichete sunt părți integrante ale țărilor respective. Antarctica este prezentată ca un condominiu în loc de revendicări individuale.